# 明声教会
明声教会（韓語：명성교회）是韩国首尔的一个大型长老会教堂，位于江东区明逸洞。它成立于1980年，包括 原州市祈祷圣地。明声教会已植堂30多个，包括2004年成立的明声第一长老会和2006年成立的明声第二长老会.该堂的创始人和现任主任牧师是 Dr. Kim Sam Whan。

## 历史
明声是指祈祷的声音。最初，明声教会位于500路公交终点站附近 (明逸洞到東大門），从1980年9月起，他们发起了一场运动，宣传"每年3月和9月的每周黎明前的祈祷"。由于教堂周围有许多农场和果园，到1980年代中期，发展成为一个巨大的住宅区。1989年，该堂在原址重建。1990年，该堂主任牧师访问苏联和波兰。2004年，在埃塞俄比亚开办附属医院明声医学中心。明声教会的主日礼拜在7:00, 9:10, 11:20, 13:30, 16:30, 17:00 和 19:30进行。周六还有大学生聚会和未婚青年聚会。